# (13052) Las Casas
(13052) Las Casas (1990 SN8) – planetoida z pasa głównego asteroid okrążająca Słońce w ciągu 4,32 lat w średniej odległości 2,65 j.a. Odkryta 22 września 1990 roku.